# 러브 크라임
러브 크라임(Crime D'amour, Love Crime)은 프랑스에서 제작된 알랭 코르노 감독의 2010년 범죄, 미스터리, 스릴러 영화이다. 루디빈 사니에 등이 주연으로 출연하였고 사드 방 사드 등이 제작에 참여하였다.

## 출연

### 주연
- 루디빈 사니에
- 크리스틴 스콧 토마스

### 조연
- 패트릭 밀레
- 귀욤 마르쿠엣
- 제럴드 라로체
- 올리비에 라보르딘
- 마리 길라드
- 매튜 곤더
- 앤 지루아드
- 브누와 페로
- 장 마리 주안

## 제작진
- 프로듀서: 알렉산더 에머트
- 음향: 장 폴 뮤젤
- 미술: 카샤 비스콥
- 의상: 라디자 제가이
- 세트: 제라드 마르시류